# 山梨交通7形電車
山梨交通7形電車（やまなしこうつう7がたでんしゃ）は、山梨交通が同社の鉄軌道路線（電車線）において運用する目的で1948年（昭和23年）に導入した電車（制御電動車）である。
後年山梨交通の運営路線廃止に伴い上田丸子電鉄（後の上田交通）へ譲渡されて同社モハ2340形として運用されたのち、同社丸子線の廃止に伴って江ノ島鎌倉観光（現・江ノ島電鉄）へ再び譲渡されて同社800形となり、1986年（昭和61年）まで運用された。
以下、本項では山梨交通7形として導入された車両群を「本形式」と記述し、導入から江ノ島電鉄における退役までの動向について詳述する。

## 導入経緯
山梨交通は輸送力増強および4輪単車構造の小型車100形（元・常南電気鉄道1形）の代替を目的として、1948年（昭和23年）度に2両の電車の増備を計画した。ただし、当時の地方鉄軌道事業者による車両製造発注は、太平洋戦争終戦後間もなくの資材不足などを背景として運輸省の監督下における認可制を採っており、各事業者が自由に製造メーカーへ新車を発注することは事実上不可能であった。
このような情勢下、山梨交通は運輸省の実務代行機関である日本鉄道会（現・日本民営鉄道協会）より新造車2両分の割当を受けた。当時は日本鉄道会が制定した地方鉄軌道事業者の新製車両に関する規格「私鉄郊外電車設計要項」に沿って設計された車両、いわゆる「運輸省規格形車両」の新製発注のみが原則的に認可されていたが、山梨交通が発注した新造車2両は車体寸法・主要機器の仕様とも同要項を逸脱した設計を採用した。これは「私鉄郊外電車設計要項」に定められた数種の規格のうち、最も車体寸法が小型であったB'形（車体長15,000 mm・車体幅2,450 mm）でも山梨交通の路線規格には過大であったため、規格外の設計が例外的に認められたものである。
上記経緯を経て、1948年（昭和23年）12月に汽車製造東京支店において7形モハ7・モハ8の2両が落成した。記号番号がモハ7から始まっているのは、従来車である1形モハ1 - モハ6の続番が付与されたことによるものである。

## 仕様

### 車体
車体長13,000 mm・車体幅2,300 mm（全長13,800 mm・全幅2,380 mm）の半鋼製車体を備える。1形と比較すると、車体長が570 mm、車体幅が166 mmそれぞれ大型化されているが、前述した私鉄郊外電車設計要項B'形よりも小型化された寸法となっている。また、本形式の車体寸法は同要項において路面電車車両の基準の一つとされた大阪市交通局1711形との共通性が指摘されている。
前後妻面に運転台を備える両運転台構造を採用、妻面形状は緩い円弧を描く丸妻形状とし、各妻面には両端に600 mm幅、中央に700 mm幅の計3枚の前面窓を、75 mm幅の窓間柱にて区切って配置する。この前面窓は3枚とも1段下降窓となっており、全開が可能な構造である。中央窓上の幕板部には1形と同様に行先表示窓が設置され、腰板下部には後部標識灯を左右1個ずつ設置する。前照灯は1形と同様に中央窓下に取り付け座のみを設置し、必要な時間帯のみ着脱式の前照灯を取り付けて運行する形としている。
側面には400 mm幅の乗務員扉・900 mm幅の片開客用扉・700 mm幅の側窓をそれぞれ配置する。この客用扉も私鉄郊外電車設計要項にて定められた1,000 mm - 1,100 mm幅よりも寸法が縮小されている。側窓は1形の一段下降窓構造から二段窓構造（上段固定下段上昇式）に改められ、前後2箇所に設置された客用扉間に75 mm幅の窓間柱にて区切る形で戸袋窓を含めて計12枚配置し、各窓の下段部分には保護棒が設置されている。側面窓配置はd D 12 D d（d：乗務員扉、D：客用扉、数値は側窓の枚数）である。
また、本形式は1形とは異なり各客用扉直下の内蔵型ステップは省略されて客用扉下端部と車内床面高さが同一に揃えられ、その代わり併用軌道区間にて使用する車外設置の折り畳み型ステップが1形の一段構造に対して本形式では二段構造に改められている。この設計変更によって折り畳み型ステップを収納するスペースを設ける必要が生じたため、各客用扉直下の台枠側受部分が切り欠かれた形状とされている。
車体塗装は幾度かの変更を経て、最終的には車体全体を濃オレンジ色として、窓枠部分のみシルバーグレーとする塗り分けとされている。この濃オレンジ色は、国鉄101系のオレンジ色、すなわち国鉄制式塗料の朱色1号よりも濃い色合いであったと伝わる。
車内座席はロングシート仕様で、収容力向上を目的に前後の側窓各2枚分に相当する部分を立席スペースとした都合上、座席定員は1形の32人に対して本形式は28人と減少している。車両定員は104人で、1形の86人より増加している。

### 主要機器
主制御器は自動加速制御と手動加速制御を切り替え可能な電動カム軸式の東洋電機製造ES-517SEを採用する。連結運転時の総括制御に対応した設計となっており、当初は総括制御用のジャンパ栓を備えていたが後年撤去されている。
主電動機は同じく東洋電機製造製のTDK-521/2-A1直流直巻電動機（定格出力37.5 kW）を、歯車比4.20 (63:15) にて1両あたり4基搭載する。定格速度は32 km/h、定格牽引力は2,700 kgfで、いずれも1形と同一である。
台車は汽車製造製の鋳鋼組立式台車を装着する。固定軸間距離は1,650 mm、車輪径は860 mmである。
制動装置はSME非常直通ブレーキを常用制動として採用、その他手用制動を併設する。
連結器は下作用型の自動連結器を装着、連結器下部には併用軌道区間走行のため排障器が設置されている。
集電装置は当初ダブルポール仕様で、前後各2本・計4本のトロリーポールを搭載した。併用軌道区間では2本のポールを使用し、専用軌道区間ではプラス側（集電側）のポールのみを使用する形態であったが、後年架線改良工事の完成と同時に泰平電機製のビューゲルに換装されている。

## 運用

### 山梨交通時代
導入後は1形とともに運用されたが、後年は朝夕の多客時の運用が中心となったという。
戦後間もなく輸送量のピークを迎えた電車線であったが、その後自家用車の普及や乗合バス路線の発達などモータリゼーションの進展に伴って利用客は年々減少の一途を辿った。その後1962年（昭和37年）6月30日をもって電車線は全線廃止となり、本形式を含む全在籍車両は翌7月1日付で除籍され、用途を失った。
路線全廃後、本形式は山梨交通の在籍車両中唯一他社への譲渡対象となり、2両揃って上田丸子電鉄（後の上田交通）へ譲渡された。

### 上田丸子電鉄時代
電車線廃止から半年余を経過した1963年（昭和38年）2月、上田丸子電鉄は同社丸子線用車両であったモハ3330形の代替を目的として本形式2両を譲り受けた。搬入後は八日堂・大屋の両駅側線に1両ずつ分散して留置されたのち、丸子線丸子町駅に隣接する丸子電車区にて整備が実施されモハ2340形として竣功、モハ7はモハ2341、モハ8はモハ2342とそれぞれ新たな記号番号が付与された。また、本形式は丸子線における最後の増備形式となった。
導入に際しては、行先表示窓の埋込撤去・車内照明の蛍光灯化・排障器の撤去・折り畳み式ステップの撤去および客用扉下部の切り欠きの埋め込み・集電装置の菱形パンタグラフへの換装のほか、着脱式であった前照灯を屋根上にステーを介して取り付ける固定式に改造した。また、本形式は丸子線の他形式と比較して車体が狭幅であったことから、各客用扉下部に張り出し型のステップを新設している。車体塗装は上半分がクリーム色・下半分が紺色の上田丸子電鉄標準塗装となった。
丸子線は本形式の導入前後から山梨交通電車線と同じくモータリゼーションの影響によって営業成績が悪化しつつあり、1969年（昭和44年）4月19日をもって全線廃止となった。再び運用路線の廃止に遭遇した本形式であったが、一旦別所線へ転属し付随車として使用した後に下之郷駅の側線へ移動。そこでしばらく留置されたのち、1971年（昭和46年）に江ノ島鎌倉観光（現・江ノ島電鉄）へ再譲渡された。

### 江ノ島鎌倉観光（江ノ島電鉄）時代
江ノ島鎌倉観光（以下「江ノ電」）は連接車の4両編成運転（重連運転）開始に伴う車両増備を目的として、1971年（昭和46年）6月に本形式2両を譲り受け、同年12月に竣功した。江ノ電においては800形の形式が付与され、モハ2341（山梨モハ7）が802、モハ2342（山梨モハ8）が801とそれぞれ改番された。
導入に際しては、2両を固定編成とする永久連結車とするため、各車の連結面となる側、すなわち801の鎌倉側・802の藤沢側の妻面の運転台をそれぞれ撤去して片運転台構造に改造された。ただし、車内は運転関連機器・仕切り壁などを完全撤去して客室スペース化しているが、乗務員扉は溶接固定化されたのみで存置されている。また、2両とも主電動機を半減し1両あたり2基搭載に改め、802のパンタグラフを新造品の東洋工機PT52TEに換装し、同時に801のパンタグラフと制御装置を撤去した。その他、連結器のNCB-6密着自動連結器への交換・後部標識灯の丸型埋込式への改造・車内暖房機の撤去などが施工された。
車体塗装は江ノ電における標準塗装の窓周りをクリーム・腰板部および幕板部をグリーンとする2色塗装となったが、従来車と比較するとクリーム色の明度が高めに変更されている。この仕様変更は後に従来車にも普及した。
導入後は1両あたりの定員が江ノ電における在籍車両中最多の102人という収容力の高さを生かし、主に多客時の運用に投入された。しかし、実際に運用を開始すると客用扉が車体の前後端部に寄った設計に起因して客用扉周辺のみが非常に混雑するという構造上の弱点が露呈し、また主電動機を半減したことによる動力性能低下と狭い乗務員扉が現場から敬遠される要因となり、運用開始後間もなく予備車扱いされるようになった。
1973年（昭和48年）8月の定期検査に際して、802の主電動機を再び4基に増設し、撤去されていた801のパンタグラフおよび制御装置を再び設置した。これは藤沢駅付近の高架化工事に関連して施工されたもので、高架区間への取り付き部に存在する最急勾配35 ‰区間を走行するにあたって編成出力・粘着力とも不足することが懸念されたことによるものである。801にはPT52TEの集電舟部を改良したPT52TE2菱形パンタグラフが再設置され、同時に802のパンタグラフもPT52TE2に再交換された。また、801のパンタグラフ搭載位置は原形とは異なり藤沢寄り（運転台側）とされている。この時は予算の都合から懸案であった客用扉増設は見送られたが、遅れて1975年（昭和50年）10月に客用扉増設による3扉化改造が施行された。車体中央部に1,100 mm幅の客用扉を新設、新設客用扉左右の側窓（一方が戸袋窓で、他方は開閉可能窓）を1,000 mm幅に拡幅し、改造後の側面窓配置はd D 3 1 D 1 4 D d（各数値は側窓の枚数、太字は広幅窓）の前後非対称構造となった。3扉化改造後は従来の予備車扱いを脱し、運用機会が大幅に増加した。その他、1980年（昭和55年）に前照灯のシールドビーム2灯化および腰板部への移設と後部標識灯の角型化が施工され、その後原形の木製扉のままであった両端の客用扉が中央扉と同じく扉窓をHゴム固定支持とした鋼製扉に交換されている。
1982年（昭和57年）1月、日中合作映画『未完の対局』の制作に際して本形式が撮影に用いられることとなり、車体塗装を窓周りが黄色・幕板部と腰板部が青の2色塗装に変更された。さらに1984年（昭和59年）6月の定期検査に際して車体塗装を窓下補強帯（ウィンドウ・シル）の下端部を境界として下半分を茶色・上半分をクリーム色とした、江ノ電において江ノ島電気鉄道当時の一時期採用されていた2色塗装に変更され、以降本形式は「チョコ電」の愛称で親しまれた。
その後、本形式は1000形4次車（1500形1501-1551編成）の就役と入れ替わる形で運用を離脱、1986年（昭和61年）4月28日付で除籍された。廃車後、801が山梨県南巨摩郡富士川町の利根川公園に、里帰り保存の形で静態保存され、現存する。